# Praia do Mucuripe
Vista da Praia do Mucuripe em 2006.

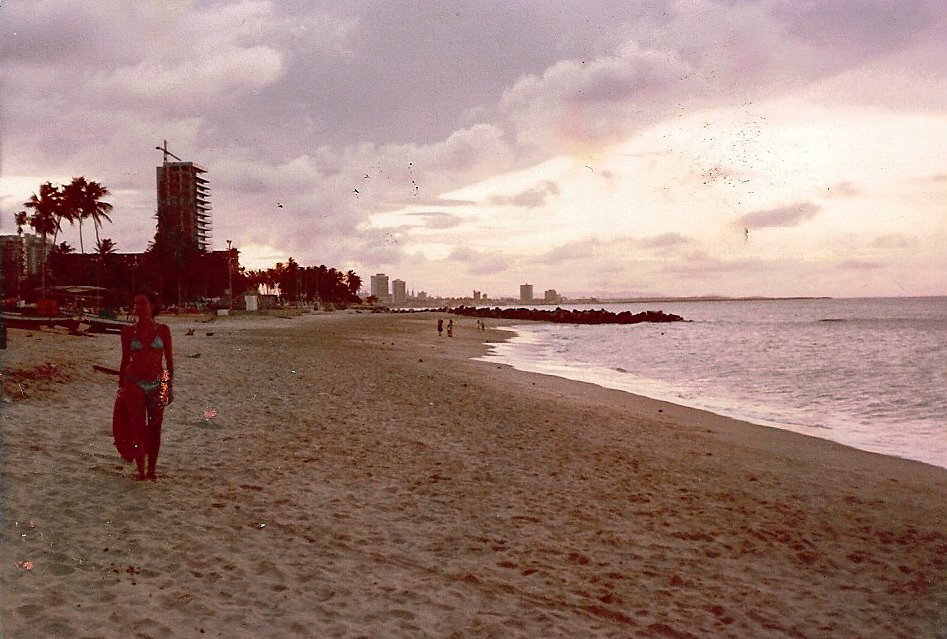
Orla de Fortaleza, década de 1980. Início das construções dos primeiros prédios na orla.

Mucuripe é um praia brasileira, localizada na cidade de Fortaleza, Ceará, próximo ao cais do porto. 
A Praia do Mucuripe é a continuação da Praia de Meireles, na direção leste. O calçadão do Mucuripe é um pouco mais estreito que o do Meireles, mas é largo o suficiente para atrair diversas pessoas, que vêm para passear, caminhar ou assistir às peladas nas quadras de areia. 
A área verde é composta por algumas árvores e coqueiros, que enfeitam a orla dessa praia. Conta com uma boa faixa de areia clara, o mar é tranquilo, variando entre o verde e o azul dependendo do tempo.
Existem diversas jangadas turísticas espalhadas por Fortaleza, para que os turistas tirem fotografias, mas no Mucuripe, as jangadas são de fato utilizadas como meio de vida pra diversas famílias de pescadores. 
No final da avenida beira-mar, encontra-se o mercado de peixes e frutos do mar, onde pode-se não apenas admirar a fartura de peixes, lagostas, lulas e crustáceos, mas também comprar pequenas porções e levá-las para que sejam preparadas em pequenas barracas, no próprio mercado. 
É do Mucuripe também que partem os passeios de barco onde pode-se ver a cidade de um ponto diferente. As embarcações podem levar algumas dezenas de pessoas, e são vistoriadas para garantir a segurança dos passageiros.